# Ramón Rubio
Ramón Rubio Silvestre (Tarragona, 31 de agosto de  1924 - Valencia, 15 de noviembre de 2001), fue un empresario español. Su contribución a la pedagogía en España se materializó en los años de la posguerra española con la invención del "método universal de refuerzo pedagógico" conocido como cuadernillos Rubio.

## Biografía
Nacido en una familia modesta, cuando apenas tenía unos meses su familia se trasladó a la localidad castellonense de Geldo, lugar al que a lo largo de su vida permaneció estrechamente vinculado, y donde conoció a su esposa Marina Polo Faus (con la que tuvo tres hijos: Marina, Enrique y Ramón, continuadores luego de la empresa familiar).
Rubio cursó estudios superiores, se graduó como Profesor Mercantil, y tras diplomarse montó la “Academia Rubio” en la calle Martí de la ciudad de Valencia. En la década de 1950, Rubio puso en marcha un proyecto de elaboración propia del material didáctico de su academia, naciendo así los que luego serían conocidos en gran parte de España como los "cuadernillos Rubio" y punta de lanza del posterior 'imperio Rubio' en el campo de la caligrafía y en especial de la caligrafía infantil. El inicio de Ediciones Técnicas Rubio, en 1956, y la difusión en el mercado escolar de los cuadernillos fueron difíciles, pero a pesar del rechazo inicial, a finales de la década de 1980 la Editorial llegó a vender anualmente más de 10 millones de ejemplares, destinados a niños de entre 3 y 13 años.
A lo largo de los años, los cuadernillos evolucionaron adaptando sus ejercicios a la aparición del euro, la introducción de nuevas colecciones y la incursión en la era de las nuevas tecnologías, desarrollando además nuevos métodos de la ayuda a personas adultas que sufren enfermedades psicomotrices o que afectan a sus capacidades mentales.
Rubio, que había donado a su pueblo adoptivo terrenos para construir un parque infantil, un centro deportivo y un colegio público que luego llevaría su nombre, fue declarado Hijo Predilecto de Geldo a título póstumo.

## Legado
Sus cuadernos se usan en la educación primaria de Cuba.